# Джузеппе де Лука
Джузеппе де Лука (італ. Giuseppe De Luca; *25 грудня 1876, Рим, Італія — †26 серпня 1950, Нью-Йорк, США) — італійський й американський оперний співак (баритон).

## Біографія
Навчався у Національній академії Санта-Чечілія. У 1901—1902 роках виступав у Королівському театрі Парми, оперних театрах Мілана й Неаполя. Від 1903 року — соліст «Ла Скала».
Дебютував у «Метрополітен-опера» 1915 року, виконавши партію Фігаро в «Севільському цирульнику» Россіні. Залишався солістом цього театру до 1935 року, згодом ненадовго вернувся до нього в 1939-1940 роках.

## Творчість
У некролозі від 4 вересня 1950 року журнал «Time» назвав Де Луку «найяскравішою зіркою золотої доби „Метрополітен“».
Де Лука — перший виконавець головних партій у двох операх Джакомо Пуччіні. 1904 року в «Ла Скала» він уперше виступив у ролі Шарплеса в «Мадам Баттерфляй». 1918 року в Метрополітен-опера він також співав головну партію на світовій прем'єрі «Джанні Скіккі».
Окрім того, він уперше виконав партії Мішонне в «Адріана Лекуврер» Франческо Чілеа (1902), Глебі в «Сибіру» Умберто Джордано (1903), Маркіза в «Грізельді» Жуля Массне (1904).

## Виноски
1. ↑  Find a Grave — 1996.
2. ↑  The Concise Grove Dictionary of Music. De Luca. Архів оригіналу за 19 лютого 2014. Процитовано 27 січня 2014.
3. ↑  Журнал Time. Архів оригіналу за 31 січня 2011. Процитовано 27 січня 2014.
4. ↑  Альманах «Амадеус». Архів оригіналу за 2 лютого 2014. Процитовано 27 січня 2014.